# Поршнев, Александр Леонидович
Алекса́ндр Леони́дович По́ршнев (28 августа 1963, Каменное — 24 января 2016, Сыктывкар) — советский и российский тренер по лыжным гонкам и биатлону, специалист по адаптивным спортивным дисциплинам инвалидов. Работал тренером в РСДЮСШОР Республики Коми и в Центре спортивной подготовки сборных команд по адаптивным видам спорта и развитию адаптивной физической культуры, общий тренерский стаж — 26 лет. Заслуженный тренер России, личный тренер двукратной параолимпийской чемпионки Марии Иовлевой.

## Биография
Родился в посёлке Каменное Верхнетоемского района Архангельской области. Впоследствии переехал на постоянное жительство в Сыктывкар, после окончания школы в период 1980—1982 годов проходил обучение в сыктывкарском городском профессионально-техническом училище № 22 по специальности «резьба по дереву», затем также окончил училище № 9, где получил специальность «часового мастера». С 1984 года работал инструктором по производственной гимнастике и заведующим спортивным залом на мебельном предприятии «Север». Сам тоже серьёзно занимался лыжными гонками, но каких-то существенных успехов в этом виде спорта не добился.
В июне 1994 года получил должность тренера-преподавателя по лыжным гонкам в государственном образовательном учреждении дополнительного образования детей «Республиканская специализированная детско-юношеская спортивная школа олимпийского резерва». С самого начала специализировался на детях с различными категориями заболеваний: с поражением опорно-двигательного аппарата, инвалидностью по интеллекту, по слуху. Занимался привлечением людей с инвалидностью в группы адаптивного спорта, самостоятельно создавал и модернизировал конструкции кресел для спортсменов-колясочников. Позже перешёл на постоянную работу в государственное бюджетное учреждение Республики Коми «Центр спортивной подготовки сборных команд по адаптивным видам спорта и развитию адаптивной физической культуры». Возглавлял сборную Республики Коми в качестве старшего тренера. В общей сложности посвятил тренерской деятельности в адаптивном спорте 26 лет.
Подготовил множество сильных лыжников, неоднократно побеждавших на чемпионатах России и международных соревнованиях. Уже в 1998 году его ученица Наталья Лугакова завоевала серебряную и бронзовую медали на зимних Паралимпийских играх в Нагано, позже она трижды выигрывала мировое и дважды европейское первенства. Владислав Ябсен — многократный чемпион мира по лыжным гонкам среди инвалидов. Инвалид по слуху Сергей Ермилов — победитель и двукратный бронзовый призёр зимних Сурдлимпийских игр в Сундсвалле. На Сурдлимпийских играх в Солт-Лейк-Сити воспитанницы Поршнева Раиса Головина и Любовь Мишарина получили награды золотого, серебряного и бронзового достоинства. Константин Янчук — победитель и призёр этапов Кубка мира по лыжным гонкам.
Одна из самых известных учениц Александра Поршнева — заслуженный мастер спорта Мария Иовлева, которую он непрерывно тренировал с десятилетнего возраста на протяжении всей её спортивной карьеры. Под его руководством Иовлева выступала в лыжных гонках и биатлоне, завоевала две золотые и одну серебряную медали на Паралимпийских играх 2010 года в Ванкувере, неоднократно выигрывала медали на этапах Кубков мира в различных дисциплинах.
За подготовку спортсменов, добившихся больших успехов на международной арене, удостоен звания «Заслуженный тренер России». Почётный тренер Республики Коми, кавалер Ордена Дружбы (2010). Награждён почётными грамотами Министерства спорта, туризма и молодёжной политики Российской Федерации.
Умер в результате тяжёлой и продолжительной болезни 24 января 2016 года в возрасте 52 лет. Похоронен на Краснозатонском кладбище.